# Sinjajevina
Sinjajevina är en bergskedja i Montenegro. Den ligger i den centrala delen av landet, 60 km norr om huvudstaden Podgorica. Arean är 1 000 kvadratkilometer.